# Finale UEFA Champions League 2024
De UEFA Champions Leaguefinale van het seizoen 2023/24 was de 69ste eindstrijd van het primaire toernooi van het Europees clubvoetbal en de 32ste sinds de naamsverandering. De voetbalwedstrijd werd op zaterdag 1 juni 2024 gespeeld tussen het Duitse Borussia Dortmund en het Spaanse Real Madrid in het Wembley Stadium te Londen met Slavko Vinčić als scheidsrechter. Real Madrid won met 2–0 dankzij doelpunten van Dani Carvajal en Vinícius Júnior, nam de titel over van Manchester City en kwalificeerde zich voor de UEFA Champions League 2024/25, de UEFA Super Cup 2024 en de FIFA Intercontinental Cup 2024.

## Organisatie
In Ljubljana op 24 september 2019 wees de UEFA het Wembley Stadium in Londen aan als stadion voor de UEFA Champions Leaguefinale van 2023 in verband het honderdjarige bestaan van het originele Wembley Stadium. Na de verplaatsing van de UEFA Champions Leaguefinale van 2020 wegens de coronacrisis werd besloten dat de stadions die de daaropvolgende finales zouden organiseren de finale een jaar later zouden organiseren, waardoor de UEFA Champions Leaguefinale van 2024 in het Wembley Stadium gespeeld zou worden. In het Wembley Stadium werden eerder de UEFA Champions Leaguefinales van 2011 en 2013 gespeeld. In het originele Wembley Stadium werden eerder in 1963, 1968, 1971, 1978 en 1992 de finales van de Europacup I gespeeld. Bovendien werd de UEFA Champions Leaguefinale van 2003 in Engeland gespeeld, op Old Trafford. In het Wembley Stadium werden eerder ook de finales van het EK 2020 en EK vrouwen 2022 gespeeld.

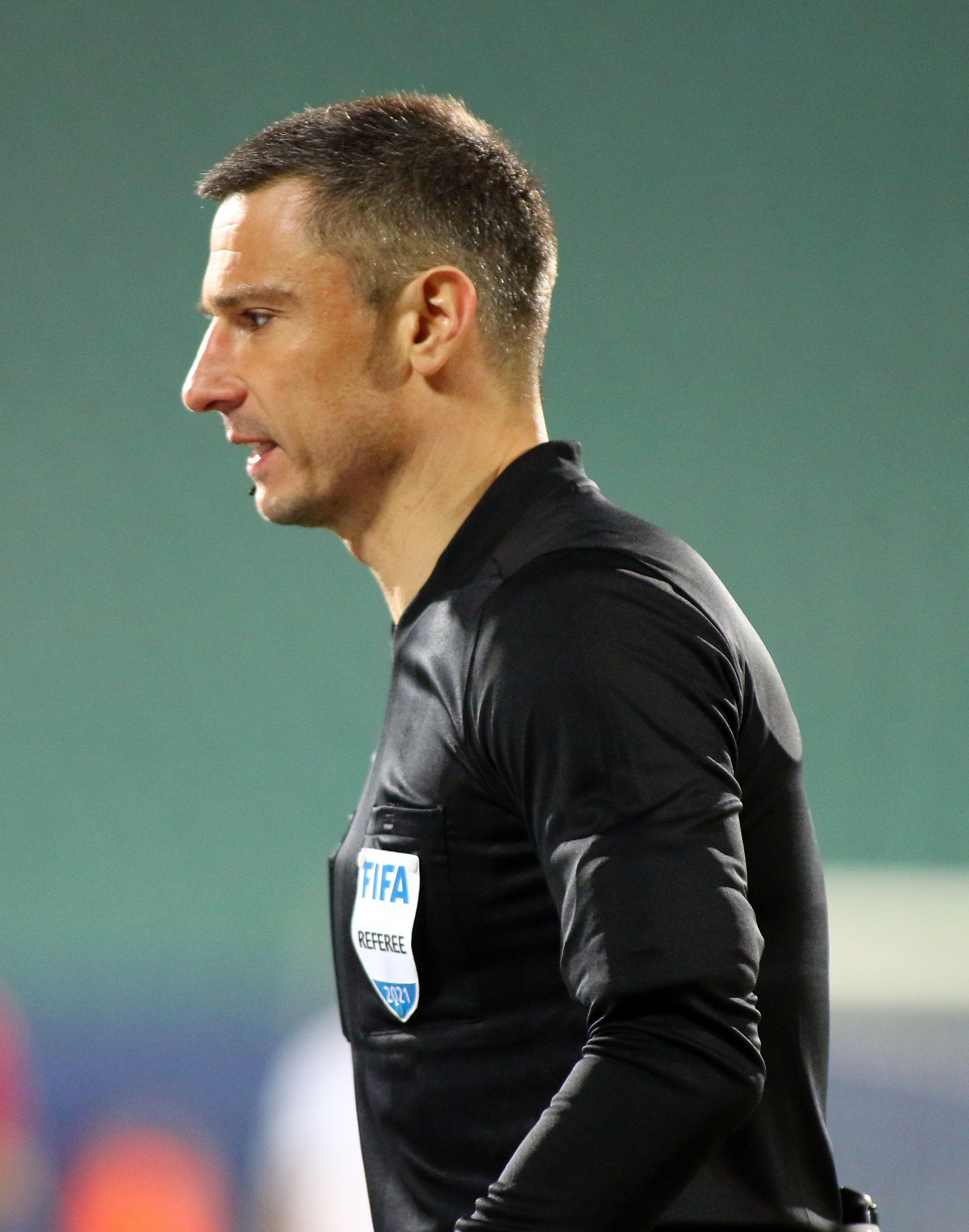
Slavko Vinčić, de scheidsrechter van de finale

De UEFA stelde op 13 mei 2024 de Sloveen Slavko Vinčić aan als scheidsrechter voor de finale. Hij was eerder scheidsrechter bij de UEFA Europa Leaguefinale van 2022 en zat in scheidsrechterteams voor de finales van de UEFA Europa League in 2017 en 2021. In het UEFA Champions League-seizoen 2023/24 floot hij eerder onder andere een kwartfinale tussen Borussia Dortmund en Atlético Madrid. Vinčić werd geassisteerd door landgenoten Tomaž Klančnik en Andraž Kovačič als assistent-scheidsrechters en de Fransman François Letexier als vierde official. De Sloveen Nejc Kajtazović werd aangesteld als videoscheidsrechter, ondersteund door zijn landgenoot Rade Obrenović en de Italiaan Massimiliano Irrati.
Op 17 mei 2024 werd bekend dat Lenny Kravitz voorafgaand aan de finale zou optreden bij de UEFA Champions League Kick Off Show, georganiseerd door Pepsi.

## Voorgeschiedenis
Borussia Dortmund speelde twee keer eerder in de finale van de UEFA Champions League. Het won in 1997 en verloor in 2013. Daarnaast won het in 1966 de finale van de Europacup II en verloor het in 1993 en 2002 de UEFA Cupfinale. Real Madrid stond 17 keer eerder in de finale van de Europacup I/UEFA Champions League. Het was recordwinnaar van het toernooi met 14 eerdere overwinningen, in 1956, 1957, 1958, 1959, 1960, 1966, 1998, 2000, 2002, 2014, 2016, 2017, 2018 en 2022. De finales van 1962, 1964 en 1981 gingen verloren. Daarnaast won Real Madrid de UEFA Cupfinales van 1985 en 1986 en verloor het de Europacup II-finales van 1971 en 1983.
Duitse clubs wonnen in totaal 8 finales van de Europacup I/UEFA Champions League en verloren er 10. De vorige Duitse club in de finale was Bayern München, dat de finale van 2020 won. Spaanse clubs wonnen in totaal 19 finales van het toernooi en verloren er 11. De vorige Spaanse club in de finale was eveneens Real Madrid, toen het de finale van 2022 won. Vier keer eerder werd de finale van het toernooi gespeeld tussen een Duitse en een Spaanse club; het Duitse Bayern München won de finales van 1974 en 2001 tegen Spaanse clubs, terwijl Real Madrid de finales van 1960 en 2002 won van Duitse clubs.
Borussia Dortmund en Real Madrid speelden 14 eerdere wedstrijden tegen elkaar in de UEFA Champions League. Borussia Dortmund won 3 van die wedstrijden, waarvan de recentste in de kwartfinales in 2014. Real Madrid won 6 van die wedstrijden, waarvan de recentste in de groepsfase in 2017. Borussia Dortmund won in totaal 12 en verloor 14 van zijn 38 eerdere wedstrijden tegen Spaanse clubs, waarvan de recentste een nederlaag en een overwinning tegen Atlético Madrid in de kwartfinales van 2024 waren. Real Madrid won in totaal 41 en verloor 24 van zijn 81 eerdere wedstrijden tegen Spaanse clubs, waarvan de recentste een gelijkspel en een overwinning tegen Bayern München in de halve finales van 2024 waren.
Borussia Dortmund-trainer Edin Terzić stond nooit eerder in een continentale finale. Real Madrid-trainer Carlo Ancelotti won als trainer van Real Madrid eerder de UEFA Champions Leaguefinales van 2014 en 2022. Als trainer van AC Milan won hij eerder de UEFA Champions Leaguefinales van 2003 en 2007 en verloor hij de finale van 2005. Bovendien won hij als speler met AC Milan de Europacup I-finales van 1989 en 1990. Jude Bellingham speelt ten tijde van de finale voor Real Madrid, maar kwam eerder uit voor Borussia Dortmund.

## Weg naar de finale
| Pos | Team                | Wed | Ptn |
| --- | ------------------- | --- | --- |
| 1   | Borussia Dortmund   | 6   | 11  |
| 2   | Paris Saint-Germain | 6   | 8   |
| 3   | AC Milan            | 6   | 8   |
| 4   | Newcastle United    | 6   | 5   |

| Pos | Team         | Wed | Ptn |
| --- | ------------ | --- | --- |
| 1   | Real Madrid  | 6   | 18  |
| 2   | SSC Napoli   | 6   | 10  |
| 3   | SC Braga     | 6   | 4   |
| 4   | Union Berlin | 6   | 2   |

### Borussia Dortmund
Borussia Dortmund plaatste zich als tweede van de Bundesliga voor de groepsfase van de UEFA Champions League en werd ingedeeld in groep F met Paris Saint-Germain, AC Milan en Newcastle United. Het verloor zijn eerste wedstrijd met 2–0 van Paris Saint-Germain door doelpunten van Kylian Mbappé en Achraf Hakimi en speelde zijn eerste thuiswedstrijd doelpuntloos gelijk tegen AC Milan. Vervolgens won Borussia Dortmund twee keer van Newcastle United, met 0–1 en 2–0. Door een 1–3 overwinning op AC Milan verzekerde Borussia Dortmund zich vroegtijdig van kwalificatie voor de achtste finales. Met een 1–1 gelijkspel tegen Paris Saint-Germain werd ook de groepswinst veiliggesteld. Borussia Dortmund werd in de achtste finales gekoppeld aan PSV. In het heenduel scoorden beide teams één keer, via Donyell Malen en Luuk de Jong. In de thuiswedstrijd won Borussia Dortmund met 2–0, dankzij een vroeg doelpunt van Jadon Sancho en een laat doelpunt van Marco Reus. In de kwartfinales tegen Atlético Madrid kwam Borussia Dortmund in de eerste helft in Estadio Metropolitano op een 2–0 achterstand, waarna Sébastien Haller een aansluitingstreffer maakte. Zes dagen later wist Borussia Dortmund de nederlaag goed te maken en zich met een 4–2 zege te plaatsen voor de halve finales. De laatste horde naar de finale was Paris Saint-Germain. In Dortmund maakte Niclas Füllkrug het enige doelpunt en in Parijs maakte Mats Hummels het enige doelpunt. Zodoende kwalificeerde Borussia Dortmund zich voor de finale.

### Real Madrid
Real Madrid plaatste zich als tweede van de Primera División voor de groepsfase van de UEFA Champions League en werd ingedeeld in een groep C met SSC Napoli, SC Braga en Union Berlin. Het won zijn eerste wedstrijd met 1–0 van Union Berlin, dankzij een doelpunt van Jude Bellingham in de blessuretijd. Real Madrid won zijn eerste uitwedstrijd met 2–3 van SSC Napoli. Vervolgens won het twee keer van SC Braga, met 1–2 en 3–0, waardoor het zich voor voortijdig verzekerde van kwalificatie voor de achtste finales. Dankzij doelpunten in de slotfase won Real Madrid ook de thuiswedstrijd tegen SSC Napoli (4–2) en de uitwedstrijd tegen Union Berlin (2–3), waardoor Real Madrid in de groepsfase zonder puntverlies bleef. Real Madrid werd in de achtste finales gekoppeld aan RB Leipzig. In de heenwedstrijd maakte Brahim Díaz vlak na de rust het enige doelpunt. In de terugwedstrijd zorgden doelpunten van Vinícius Júnior en Willi Orban voor een 1–1 gelijkspel. In de kwartfinales tegen titelverdediger Manchester City keerde Real Madrid binnen een kwartier een achterstand om in een voorsprong, waarna het in de tweede helft wederom op achterstand kwam en gelijkmaakte: 3–3. In de uitwedstrijd hielden beide clubs elkaar wederom in balans, met treffers van Rodrygo en Kevin De Bruyne. Real Madrid won de strafschoppenreeks vervolgens met 4–3. De laatste horde op weg naar de finale was Bayern München. Real Madrid kwam in de Allianz Arena via Vinícius op een voorsprong, werd door doelpunten van Leroy Sané en Harry Kane op een achterstand gezet en speelde door wederom een doelpunt van Vinícius met 2–2 gelijk. In het Santiago Bernabéu maakte Alphonso Davies namens Bayern München het openingsdoelpunt, maar zorgde Joselu met twee treffers in de slotfase voor een 2–1 overwinning van De Koninklijke. Zodoende kwalificeerde Real Madrid zich voor de finale.

## Wedstrijd

### Verloop
In de eerste helft betraden vier veldbestormers het veld. Later schoot Julian Brandt naast. Halverwege de eerste helft werd een doelpoging van Karim Adeyemi geblokt door Dani Carvajal en raakte Niclas Füllkrug de lat voor Borussia Dortmund, terwijl Real Madrid in de eerste helft niet op doel schoot. In de tweede helft stopte Gregor Kobel doelpogingen van Toni Kroos uit een vrije trap en Carvajal. Aan de andere kant werd een kopbal van Niclas Füllkrug gepakt door Thibaut Courtois. In de 74ste minuut opende Carvajal de score met een kopbal uit een hoekschop van Kroos. Negen minuut later verdubbelde Vinícius Júnior de voorsprong van Real Madrid, nadat een doelpoging van Jude Bellingham van richting werd veranderd door Nico Schlotterbeck en een kopbal van Nacho werd weggetikt door Kobel. In de slotfase kopte Füllkrug raak, maar hij stond buitenspel.

### Details
|                           |                   |               |                           | |
| 1 juni 2024 21:00 (UTC+2) | Borussia Dortmund | 0 – 2 (0 – 0) | Real Madrid               | Stadion: Wembley Stadium, Londen Toeschouwers: 86.212 Scheidsrechter: Slavko Vinčić Assistenten: Tomaž Klančnik Assistenten: Andraž Kovačič Vierde official: François Letexier Vijfde official: Cyril Mugnier Video-assistenten: Nejc Kajtazović Video-assistenten: Massimiliano Irrati (SVAR) AVAR: Rade Obrenovič Speler van de wedstrijd: Dani Carvajal |
| 1 juni 2024 21:00 (UTC+2) |                   | Verslag       | 74' Carvajal 83' Vinícius | Stadion: Wembley Stadium, Londen Toeschouwers: 86.212 Scheidsrechter: Slavko Vinčić Assistenten: Tomaž Klančnik Assistenten: Andraž Kovačič Vierde official: François Letexier Vijfde official: Cyril Mugnier Video-assistenten: Nejc Kajtazović Video-assistenten: Massimiliano Irrati (SVAR) AVAR: Rade Obrenovič Speler van de wedstrijd: Dani Carvajal |
| 1 juni 2024 21:00 (UTC+2) |                   |               |                           | Stadion: Wembley Stadium, Londen Toeschouwers: 86.212 Scheidsrechter: Slavko Vinčić Assistenten: Tomaž Klančnik Assistenten: Andraž Kovačič Vierde official: François Letexier Vijfde official: Cyril Mugnier Video-assistenten: Nejc Kajtazović Video-assistenten: Massimiliano Irrati (SVAR) AVAR: Rade Obrenovič Speler van de wedstrijd: Dani Carvajal |
| 1 juni 2024 21:00 (UTC+2) |                   |               |                           | Stadion: Wembley Stadium, Londen Toeschouwers: 86.212 Scheidsrechter: Slavko Vinčić Assistenten: Tomaž Klančnik Assistenten: Andraž Kovačič Vierde official: François Letexier Vijfde official: Cyril Mugnier Video-assistenten: Nejc Kajtazović Video-assistenten: Massimiliano Irrati (SVAR) AVAR: Rade Obrenovič Speler van de wedstrijd: Dani Carvajal |
|                           |                   |               |                           | |

| Borussia Dortmund | Real Madrid |

| DM             | 01 | Gregor Kobel        |     |
| RA             | 26 | Julian Ryerson      |     |
| CV             | 15 | Mats Hummels        | 79' |
| CV             | 04 | Nico Schlotterbeck  | 40' |
| LA             | 22 | Ian Maatsen         |     |
| CM             | 23 | Emre Can            | 80' |
| CM             | 20 | Marcel Sabitzer     | 43' |
| AM             | 19 | Julian Brandt       | 80' |
| RB             | 10 | Jadon Sancho        | 87' |
| SP             | 14 | Niclas Füllkrug     |     |
| LB             | 27 | Karim Adeyemi       | 72' |
| Wisselspelers: |    |                     |     |
| DM             | 33 | Alexander Meyer     |     |
| DM             | 35 | Marcel Lotka        |     |
| VD             | 17 | Marius Wolf         |     |
| VD             | 25 | Niklas Süle         |     |
| MV             | 06 | Salih Özcan         |     |
| MV             | 08 | Felix Nmecha        |     |
| MV             | 38 | Kjell Wätjen        |     |
| AV             | 09 | Sébastien Haller    | 80' |
| AV             | 11 | Marco Reus          | 72' |
| AV             | 18 | Youssoufa Moukoko   |     |
| AV             | 21 | Donyell Malen       | 80' |
| AV             | 43 | Jamie Bynoe-Gittens | 87' |
| Coach:         |    |                     |     |
| Edin Terzić    |    |                     |     |

| DM              | 01 | Thibaut Courtois    |           |
| RA              | 02 | Dani Carvajal       |           |
| CV              | 22 | Antonio Rüdiger     |           |
| CV              | 06 | Nacho               |           |
| LA              | 23 | Ferland Mendy       |           |
| VM              | 12 | Eduardo Camavinga   |           |
| CM              | 15 | Federico Valverde   |           |
| CM              | 08 | Toni Kroos          | 85'       |
| AM              | 05 | Jude Bellingham     | 85'       |
| SP              | 11 | Rodrygo             | 90'       |
| SP              | 07 | Vinícius Júnior     | 35' 90+4' |
| Wisselspelers:  |    |                     |           |
| DM              | 13 | Andrij Loenin       |           |
| DM              | 25 | Kepa Arrizabalaga   |           |
| VD              | 03 | Éder Militão        | 90'       |
| VD              | 04 | David Alaba         |           |
| VD              | 20 | Fran García         |           |
| MV              | 10 | Luka Modrić         | 85'       |
| MV              | 18 | Aurélien Tchouaméni |           |
| MV              | 19 | Dani Ceballos       |           |
| MV              | 21 | Brahim Díaz         |           |
| MV              | 24 | Arda Güler          |           |
| AV              | 14 | Joselu              | 85'       |
| AV              | 17 | Lucas Vázquez       | 90+4'     |
| Coach:          |    |                     |           |
| Carlo Ancelotti |    |                     |           |

### Statistieken
| [ 14 ]                 | Borussia Dortmund | Real Madrid |
| ---------------------- | ----------------- | ----------- |
| Doelpunten             | 0                 | 2           |
| Gele kaarten           | 3                 | 1           |
| Rode kaarten           | 0                 | 0           |
| Wissels                | 4                 | 4           |
| Schoten op doel        | 3                 | 6           |
| Schoten naast doel     | 6                 | 5           |
| Overtredingen          | 11                | 8           |
| Hoekschoppen           | 9                 | 8           |
| Buitenspel             | 1                 | 0           |
| Geslaagde passes       | 351               | 506         |
| Passnauwkeurigheid (%) | 85                | 91          |
| Balbezit (%)           | 47                | 53          |

## Nasleep
Real Madrid breidde zijn recordaantal eindzeges in de UEFA Champions League uit naar 15, minstens 8 meer dan iedere andere club, en werd de eerste Spaanse club die de UEFA Champions League won sinds Real Madrid zelf in 2022. Borussia Dortmund werd de veertiende club die minstens twee keer een UEFA Champions Leaguefinale verloor, de tweede Duitse club die da deed en de eerste Duitse club die de UEFA Champions Leaguefinale verloor sinds Borussia Dortmund zelf in 2013. Carlo Ancelotti breidde zijn recordaantal eindzeges in de UEFA Champions League uit naar 5, minstens 2 meer dan iedere andere trainer, en werd de eerste Italiaanse trainer die de UEFA Champions League won sinds Ancelotti zelf in 2022. Hij werd na Zinédine Zidane de tweede trainer die de UEFA Champions League minstens drie keer won met een Spaanse club. Dani Carvajal, Toni Kroos, Nacho en Luka Modrić volgden Francisco Gento als enige spelers die zes keer de Europacup I/UEFA Champions League wonnen. Het was voor het eerst dat Real Madrid Europees kampioen werd zonder een wedstrijd in de campagne te verliezen. Vinícius Júnior werd de eerste Braziliaan die in verschillende UEFA Champions Leaguefinales scoorde, nadat hij eerder in de finale van 2022 scoorde. Carvajal werd benoemd tot Speler van de Wedstrijd. Ancelotti zei na afloop dat de finale lastiger was dan vooraf gedacht. Volgens Toni Kroos duurde het lang voordat Real Madrid het beste team in de finale was en was het beslissend dat Real Madrid geen tegendoelpunt kreeg in de eerste helft.